# Carinisphindus platysphinctos
Carinisphindus platysphinctos es una especie de coleóptero de la familia Sphindidae.

## Distribución geográfica
Habita en Jamaica.